# (10484) Hecht
(10484) Hecht (1983 WM) ist ein Asteroid des Asteroiden-Hauptgürtels, der am 28. November 1983 von Edward Bowell am Lowell-Observatorium in Flagstaff, Arizona, entdeckt wurde.
Der Asteroid wurde nach Martin D. Hecht (* 1926) benannt, der langjährig im Lowell Observatorium mitarbeitete.